# 부토니에르

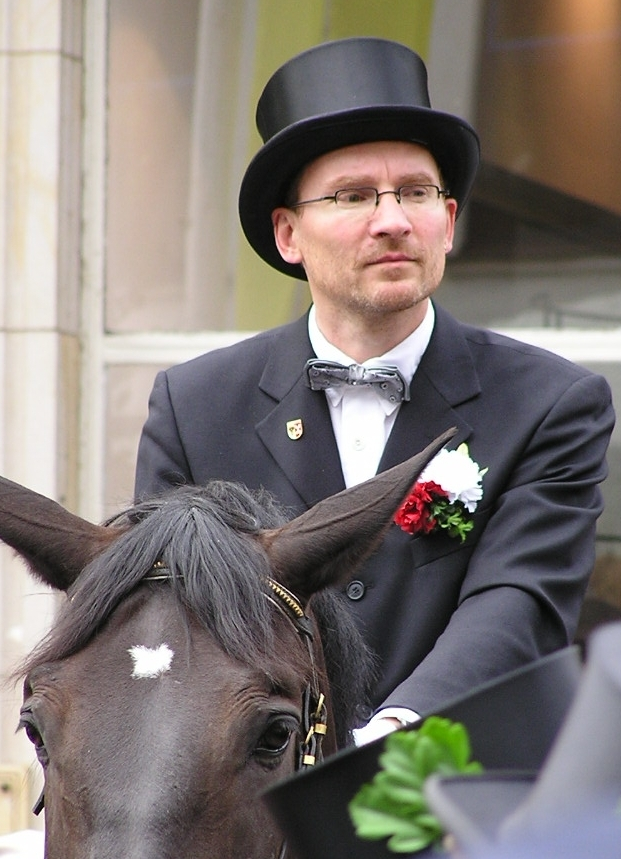
부토니아를 한 남자

부토니에르(Boutonnière)는 남자의 정장 또는 턱시도 좌측 상단에 꽂는 꽃이다. 주로 장신구로 쓰며, 행사나, 오페라, 무도회, 결혼식 등과 같은 행사에 꽂는 것이 일반적이다. 부토니아는 신랑으로부터의 구혼에 대한 승락의 표시로서 신부의 부케에서 뽑아 양복의 가슴에 꽂는 것이 시초라고 알려져 있다.